# Sporisorium sorghi
Sporisorium sorghi är en svampart som beskrevs av Ehrenb. ex Link 1825. Sporisorium sorghi ingår i släktet Sporisorium och familjen Ustilaginaceae.   Inga underarter finns listade i Catalogue of Life.